# Església Catòlica a les Filipines

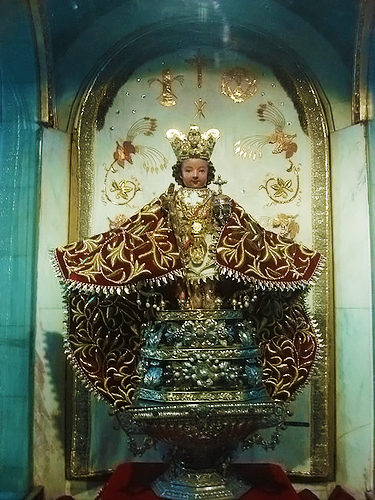
El Santo Niño de Cebú, la imatge catòlica més antiga de les Filipines. En 1521, Ferdinand Magellan va donar l'estàtua a un cap cebuà que es va convertir al catolicisme.

L'Església Catòlica a les Filipines (cebuano: Simbahang Romano Katóliko sa Pilipinas) forma part de l'Església Catòlica, sota la direcció espiritual del Papa a Roma. Filipines és un dels dos únics països predominantment catòlics a Àsia (l'altre és Timor Oriental), i és el tercer país catòlic més gran del món (després de Brasil i Mèxic).
El cristianisme a les Filipines va ser introduït pels missioners i colonitzadors espanyols, que van arribar en onades a partir de principis del segle XVI a Cebu. En comparació amb l'era espanyola, quan el catolicisme era la religió de l'estat, la fe avui es practica en el context d'un estat laic. El 2015, es va estimar que 84 milions de filipins, o aproximadament el 82,9% de la població, professaven el catolicisme.

## Història

### Era espanyola

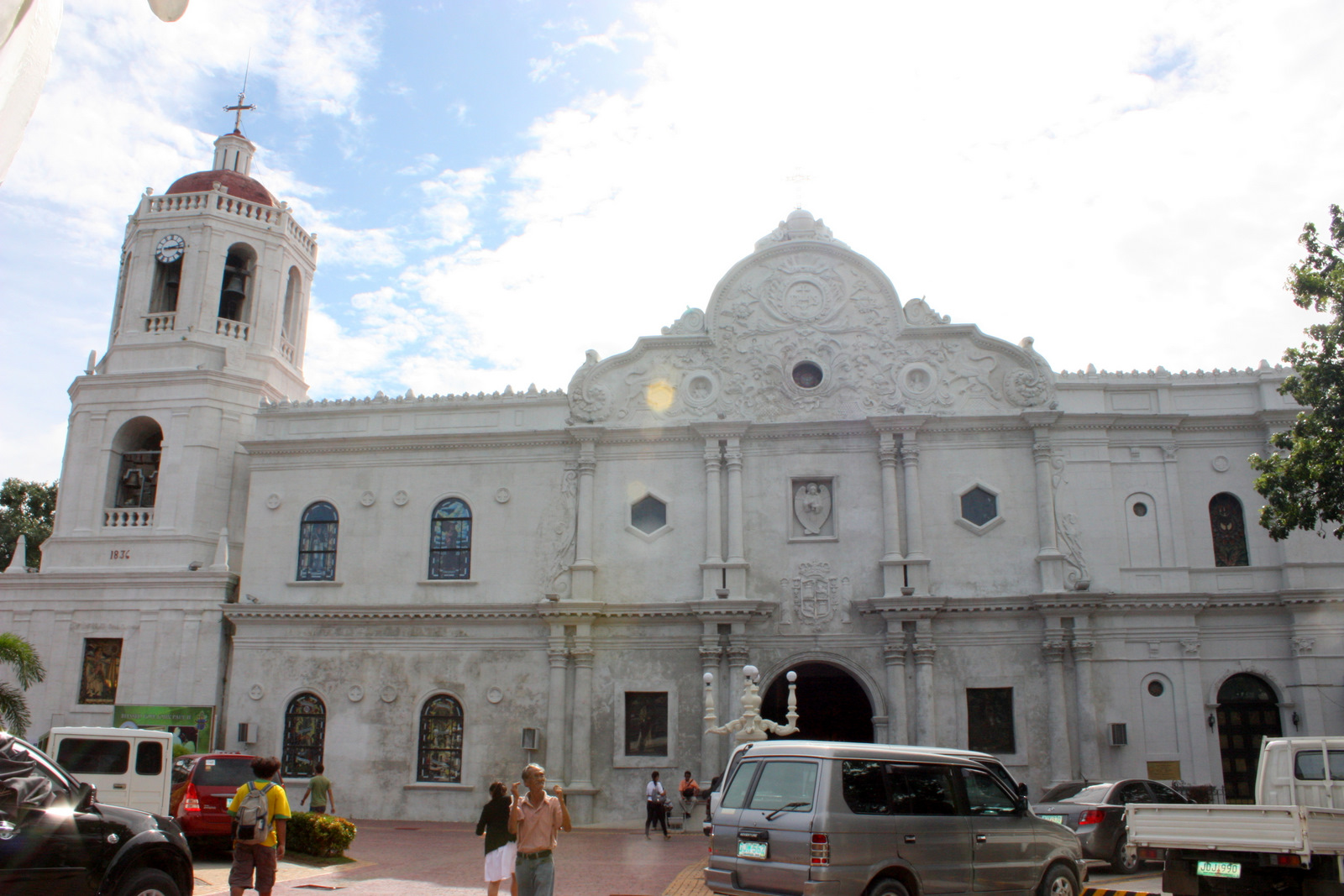
la Catedral de Cebú, seu metropolitana de l'arquebisbe de Cebú.

A partir del segle XVI exploradors i colonitzadors espanyols van arribar a les Filipines amb dos objectius principals: participar en el comerç d'espècies que anteriorment estava dominat per Portugal, i difondre el catolicisme a les Filipines i en les civilitzacions properes com Xina.
Mentre que molts llibres d'història diuen que la primera missa a les illes es va celebrar el diumenge de Pasqua de 1521 en una petita illa prop de l'actual província de Bukidnon, la ubicació exacta es disputa. Només hi ha una missa cristiana van registrar a les Filipines que és demostrable, i era que portarà a terme a l'illa-port denominat Mazaua (el Diumenge de Pasqua, 31 de març de 1521). Aquest esdeveniment va ser registrat pel cronista venecià Antonio Pigafetta, que va viatjar en l'expedició espanyola per arribar a les illes en 1521, dirigida per Fernão de Magalhães.
Més tard, l'expedició de Legazpi de 1565 que es va originar i va ser organitzada des de la ciutat de Mèxic va marcar el començament de la hispanització de les Filipines. Va ser a Cebu, on l'Església filipina va començar. Aquesta expedició va ser un esforç per ocupar les illes amb el menor vessament de sang i conflicte com fos possible, ordenada per Felip II. El Tinent Legazpi va ser l'encarregat de fer la pau amb els nadius i mitjançant la conquesta militar ràpida. Per a això, va establir colònies.

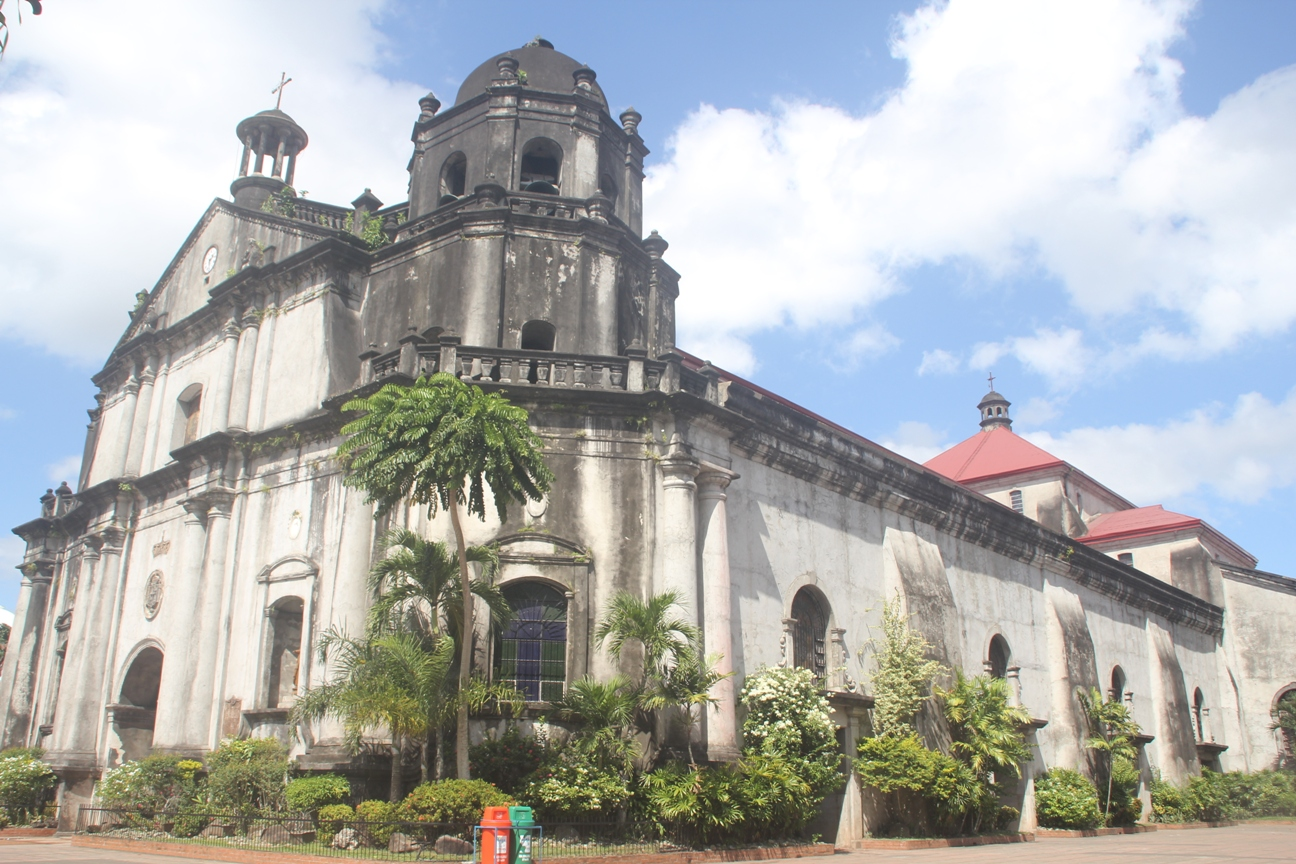
La Catedral de Naga, seu metropolitana de l'arquebisbat de Cácere centrat a la ciutat de Naga.

L'església es va expandir des Cebú quan els apòstols filipins restants es van veure obligats a moure's cap a l'oest temporalment a causa d'un conflicte amb els portuguesos i va establir les bases de la comunitat cristiana al Panay al voltant de 1570 i 1571. Un any més tard, el segon lot de missioners va arribar a Cebu. L'illa es va convertir en seu eclesiàstica, ja que era el centre de l'evangelització. Un missioner notable va ser el Pare Alfonso Jimenez, OSA, que va viatjar i va penetrar a la regió de Camarines a través de les illes de Masbate, Leyte, Samar, i Burias i centrà l'església a la ciutat de Naga. Va ser anomenat el primer apòstol de la regió. Per 1571, el P. Herrera que va ser assignat com a capellà de Legazpi, va avançar des de Panay més al nord i va fundar la comunitat de l'Església local a Manila. El pare a partir de llavors viatjat en l'Esperit Sant i va naufragar a Catanduanes; allà va tractar de convertir els nadius i després va ser martiritzat per la fe. En 1572 els espanyols dirigits per Juan de Salcedo van marxar de Manila més al nord, amb el segon grup de missioners agustins i va ser pioner en l'evangelització a les Ilocos (a partir de Vigan) i les regions de Cagayan.
Sota el sistema de l'encomana, els filipins van haver de pagar tribut a l'encomendero de la zona i, en canvi, l'encomendero els va ensenyar la fe cristiana i també els protegia dels enemics. Tot i que Espanya havia utilitzat aquest sistema abans, no va funcionar tan eficaçment a les Filipines com ho va fer a Amèrica. Els missioners no van tenir tant èxit en la conversió dels nadius com havien esperat. En 1579, el bisbe Salazar i altres clergues estaven indignats perquè els encomenderos havien abusat dels seus poders. Tot i que els nadius eren resistents, no podien organitzar-se en una resistència unificada cap als espanyols a causa de la geografia, les diferències ètnico-lingüístiques, i la indiferència mútua general.

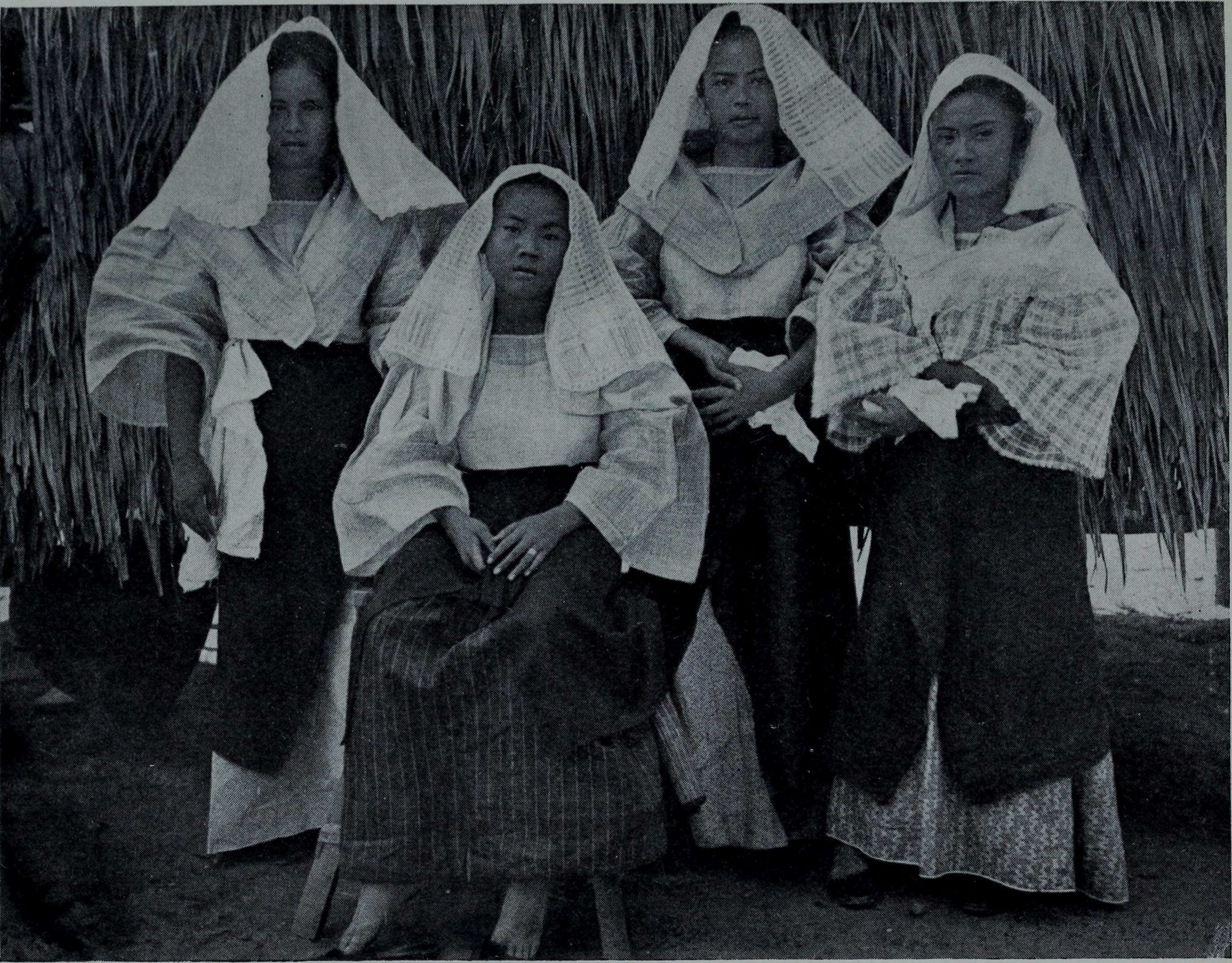
Filipines a punt per anar a l'església, 1905

#### Impacte cultural

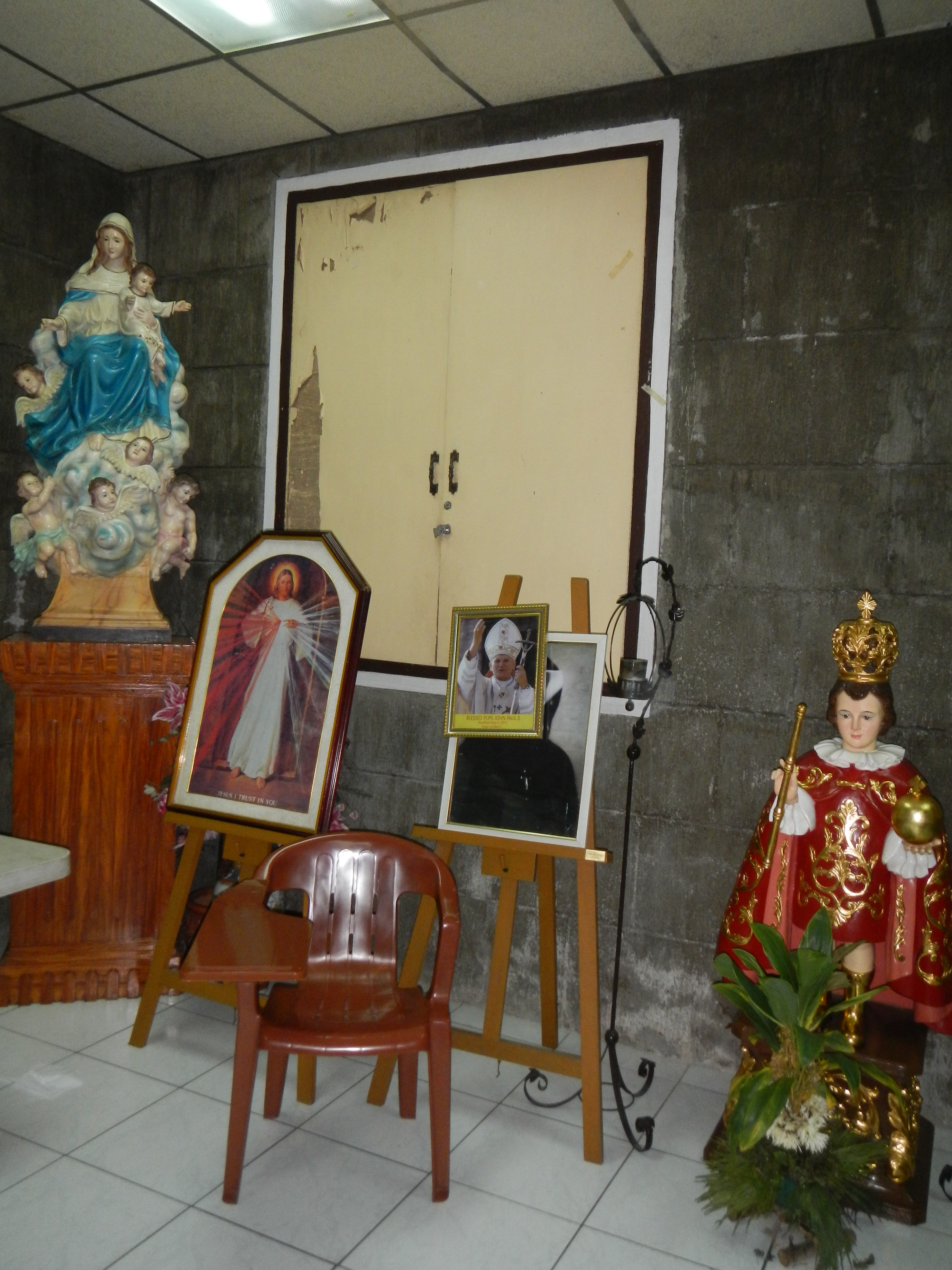
El santuari de San Pedro Bautista

Els espanyols havien observat l'estil de vida dels indígenes i estaven en desacord amb ell de tot cor. Van veure la influència del diable i sentien la necessitat d'"alliberar els indígenes dels seus mals camins". Amb el temps, les limitacions geogràfiques havien desplaçat als nadius als denominats barangays, que són petites unitats de parentiu que consta al voltant de 30 a 100 famílies.
Cada barangay tenia un sistema de castes mutable, amb qualsevol sub-classes que varien d'un barangay al següent. En general, els senyors i reis patriarcals eren anomenats datus i rajas, mentre que els mahárlika eren la noblesa i els timawa eren homes lliures. El alipin o classe servil depenien de les classes altes, un arranjament malinterpretat com a esclaus pels espanyols. El matrimoni entre els timawa i els alipin estava permès, la qual cosa va crear un sistema més complex, però flexible dels privilegis de la terra i els serveis de mà d'obra. Els espanyols van intentar suprimir aquest sistema de classes basat en la seva idea errònia que la classe servil eren dependents d'un grup oprimit. Tot i que no van poder abolir completament el sistema, en el seu lloc van treballar per utilitzar-lo per al seu propi benefici.
La religió i el matrimoni també van ser un tema que els missioners espanyols volia transformar. La poligàmia no era estranya, però es limitava principalment als caps més rics. El divorci i el nou matrimoni també eren comuns, sempre que es justifiquessin les raons: la malaltia, la infertilitat, o una recerca d'un millor potencial per prendre com espòs era raons justificades per al divorci. Juntament amb aquestes pràctiques, els missioners també van estar d'acord amb les pràctiques de pagament de la dot, el "preu de la núvia" on el nuvi pagava el seu pare-en-llei en or, o amb la "núvia-servei", en què el nuvi porta a terme el treball manual per al la família de la núvia abans del casament (l'última costum no va finalitzar fins al segle XX). Els missioners ho desaprovaven perquè se creien que el dot era un acte de la venda d'un dels serveis filla i mà d'obra per a la llar del pare permetés per les relacions sexuals prematrimonials entre la núvia i el nuvi, el que contradeia les pràctiques cristianes.
La religió dels indígenes anterior a la conquesta consistia en una varietat de cultes monoteistes i politeistes. Sovint, formes localitzades de budisme, hinduisme, islam o tantrisme es barrejaven amb animisme. Bathala (Tagalog - Luzón Central) o Laon (Visayan) era el darrer, la deïtat creadora per damunt dels déus i deesses subordinats. Els nadius també adoraven la naturalesa i veneraven els esperits dels seus avantpassats als que propiciaven amb sacrificis. En la seva majoria els homes practicaven la beguda ritual i molts rituals realitzats dirigits per a la cura d'una malaltia determinada. La màgia i la superstició també existien entre els nadius. Els espanyols haver alliberat els indígenes de les seves pràctiques perverses i mostrar-los el camí correcte a Déu.
En 1599, la negociació es va iniciar entre un seguit de senyors i els seus homes lliures i els espanyols. Els nadius van estar d'acord en sotmetre's al mandat d'un rei castellà i, a canvi, els nadius serien adoctrinats en el cristianisme i protegits dels seus enemics, majoritàriament japonesos, xinesos i pirates musulmans. No obstant això, els missioners van seguir enfrontant-se a moltes dificultats en cristianitzar la regió, però aquestes dificultats van ser parcialment assistides a través d'un flux constant de personal militar provinent d'Amèrica Llatina que va ajudar en la llatinització de l'arxipèlag contra els musulmans i sinistes hostils.

#### Les dificultats

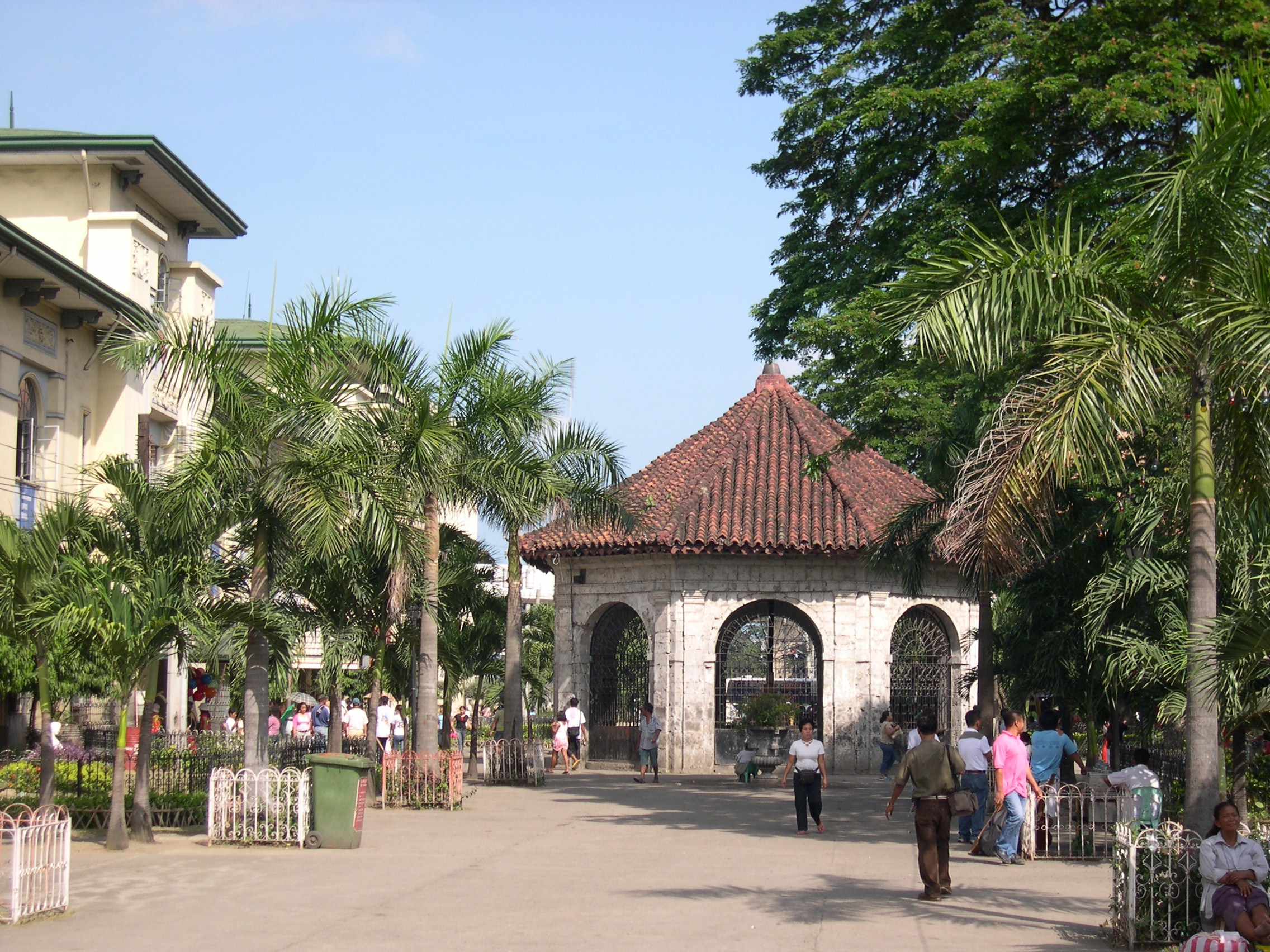
La Creu de Magallanes, a l'exterior de la Basílica del Santo Niño, a Cebu. La creu és un símbol de la introducció del cristianisme a les illes.

Hi ha diversos factors que van obstaculitzar els esforços dels espanyols per difondre el cristianisme en tot l'arxipèlag. Un nombre inadequat dels missioners a l'illa feu que fos difícil arribar a totes les persones i més difícil per convertir-los. Això es degué també al fet que la ruta a les Filipines era en si mateixa una tasca rigorosa i alguns clergues mai va tenir l'oportunitat de posar un peu a les illes. Alguns clergues queien malalts o esperaven durant anys la seva oportunitat de fer el viatge. Per a altres, la diferència climàtica una vegada que van arribar va resultar ser insuportable. Altres missioners desitjaven anar al Japó o la Xina en lloc i difondre la seva fe allà, o els que es van quedar estaven més interessats en el mercantilisme.
Els espanyols també es van posar a discutir amb la població xinesa a les Filipines. Els xinesos havien establert botigues en el que es va anomenar el Parián o basar durant la dècada de 1580 per comercialitzar seda i altres béns de comerç per la plata mexicana. Els espanyols preveieren revoltes dels xinesos i, per tant, estaven sota sospita constant d'aquest últim. El govern espanyol depenia totalment de l'afluència de la plata de Mèxic i Perú d'ençà que va recolzar al govern a Manila, la ciutat principal, i continuar amb la cristianització de l'arxipèlag.
Els obstacles més difícils que s'enfronten els missioners eren la dispersió dels filipins i les seves interminables varietats d'idiomes i dialectes. L'aïllament geogràfic els va obligar a visitar nombrosos petits pobles i cada nova províncies va donar suport una llengua diferent. D'altra banda, el cors incessant dels pirates wokou japonesos i les incursions a la captura d'esclaus pels moros musulmans contínuament frustraren els intents dels espanyols per cristianitzar l'arxipèlag i, per tal de compensar els efectes perjudicials de la guerra incessant amb ells, els espanyols van haver de recórrer a la militarització de les poblacions locals, la importació de mercenaris d'Amèrica Llatina i construir cadenes de fortaleses a través de les illes.
L'Imperi espanyol i el seu aliats locals estaven en un estat de guerra constant contra tals pirates i traficants d'esclaus van causar que les Filipines fossin una càrrega financera per al Virregnat de la Nova Espanya a la Ciutat de Mèxic, que va pagar pels costos de manteniment de la capitania de les Illes Filipines en lloc de la corona d'Espanya.

#### Els ordres religioses
Filipines és la llar de moltes de les principals congregacions religioses del món, i avui aquests inclouen els germans de La Salle, agustins, recol·letes, jesuïtes, dominics, verbitas, benedictins, franciscans, carmelites, salesians, i les indígenes religioses de la Mare de Déu i les Germanes Recollectes Agustines.
Els cinc ordres regulars que van ser assignats per cristianitzar els nadius van ser els agustins, que va venir amb Legazpi, els franciscans descalços (1578), els jesuïtes (1581), els frares dominics (1587) i els Agustins Recol·lectes (1606). En 1594, tots havien acordat per cobrir una àrea específica de l'arxipèlag per fer front a la gran dispersió dels nadius. Els agustins i franciscans cobriren la seva major país tagal mentre que els jesuïtes tenien una àrea petita. Els dominics s'encarregaven del Parian. Les províncies de Pampanga i Ilocos van ser assignades als agustins. La província de Camarines va ser per als franciscans. Als agustins i jesuïtes també se'ls va assignar les Illes Visayas. La conquesta cristiana no havia arribat a la província de Mindanao a causa d'una comunitat musulmana molt resistent que existia abans de la conquesta.
La tasca dels missioners espanyols, però, estava lluny de ser completa. Al segle xvii, els espanyols havien creat al voltant de 20 pobles grans i gairebé transformaren per complet l'estil de vida nativa. Pels seus esforços cristians, els espanyols van justificar les seves accions dient que els petits pobles eren un signe de barbàrie i només més grans, les comunitats més compactes permetien una comprensió més rica per al cristianisme. Els filipins s'enfrontaren amb la coacció; els espanyols sabien molt poc dels rituals d'invitació per als nadius. La disposició d'aquests pobles estava en forma de graella que permetia la navegació més fàcil i més ordre. També es van estendre prou com per permetre una parròquia capçalera o capital i petites capelles localitzades en els pobles en els quals el clergat només es van quedar temporalment per a la missa, els rituals, o casament.

#### La resistència indígena
Els filipins en una mesura van resistir a la cristianització perquè sentien una obligació agrícola i connexió amb els seus camps d'arròs, com a grans pobles es van dur els seus recursos i temien l'entorn. Això també es van emportar el sistema de l'encomana, que depenia de la terra, per tant, els ordinaris van perdre tributs. No obstant això, els missioners van continuar els seus esforços proselitistes, una estratègia que estava dirigida als nens nobles. Aquests plançons de monarques ara-tributàries i governants van ser sotmesos a l'educació intensa en la doctrina religiosa i l'idioma espanyol, amb la teoria que al seu torn podrien convertir als seus majors, i, finalment, els subjectes del noble.
Malgrat els avenços dels espanyols, es van necessitar molts anys per a fer comprendre als nadius veritablement els conceptes claus del cristianisme. En el catolicisme, els quatre principals sagraments atreien els nadius, però només per raons rituals, i que no alteren totalment el seu estil de vida com els espanyols havien esperat. Es creia que el baptisme era simplement per guarir malalties, mentre que el matrimoni era un concepte que molts nadius no podien entendre i, per tant, havia violat la santedat de la monogàmia. Així, però, es va permetre mantenir la tradició de la dot, que va ser acceptada en la llei; el "Preu de la núvia" i el "servei de la núvia" van ser practicades pels nadius malgrat les etiquetes d'heretgia. La confessió era requerida a tots un cop l'any com a mínim, i el clergat utilitzava el confessionario, una ajuda de text bilingüe, per ajudar els nadius entenen el significat del ritu i el que havien de confessar. Els nadius inicialment eren aprensius, però a poc a poc utilitzaren el ritu per justificar els excessos durant tot l'any. La comunió es donava de manera selectiva, ja que era un dels sagraments més importants que els missioners no volen arriscar-se a que els nadius el violessin. Per ajudar a la seva causa, l'evangelització es va fer en l'idioma natiu.
La Doctrina Christiana era un llibre de catecisme, l'alfabet, i les oracions bàsiques en tagal (tant en l'alfabet llatí i baybayin) com espanyol, publicat al segle xvi.

### Període americà: 1898-1946
Durant la sobirania dels Estats Units, el govern nord-americà va implementar la separació entre església i estat. Es va reduir el significatiu poder polític exercit per l'Església i donar lloc a l'establiment d'altres religions (en particular, el protestantisme) dins del país.
En aquesta època, en la primera dècada de 1900, Jorge Barlin va ser ordenat com el primer bisbe filipí de l'Església Catòlica Romana. Era un bisbe de l'arxidiòcesi de Nova Càceres. Després de la colonització americana del país, la jurisprudència nord-americana va tornar a introduir la separació d'església i estat confiant en la Primera Esmena i la metàfora de Thomas Jefferson al «mur de separació ... entre Església i Estat», però l'experiència de les Filipines demostrà que aquest teòric mur de separació es creuà en diverses ocasions per les autoritats seculars. Schumacher afirmà que el 1906, el Tribunal Suprem de les Filipines va intervenir en la qüestió de la propietat de la parròquia mitjançant la devolució dels béns confiscats per l'Església Filipina Independent, mentre que certes organitzacions benèfiques manejades o influenciats per l'Església Catòlica Romana van ser retornades o segrestades.
La disposició de la Constitució de les Filipines de 1935 en la religió imitava la Primera Esmena de la Constitució dels Estats Units, però les frases « l'exercici i el gaudi de la professió religiosa i la llibertat de culte, sense discriminació o preferència, serà sempre permès. Cap prova religiosa serà necessària per a l'exercici dels drets civils o polítics» s'adjuntaren a aquesta secció va esdevenir la base per al no establiment de la religió i la llibertat de religió a les Filipines.

### 1946-present
Quan les Filipines va ser posades sota la llei marcial pel dictador Ferdinand Marcos, les relacions entre Església i Estat van canviar dràsticament, ja que alguns bisbes expressa i obertament es van oposar a la llei marcial. El punt d'inflexió es va produir el 1986 quan el llavors president de la Conferència Episcopal Filipina, l'arquebisbe de Cebú Ricardo Vidal va fer una crida als filipins i els bisbes contra el govern i el resultat fraudulent de les eleccions anticipades; amb ell estava el llavors arquebisbe de Manila Jaimé Cardinal Sin, qui va retransmetre a través de l'emissora propietat de l'Església Ràdio Veritas una crida a la gent per donar suport rebels contra el règim. La resposta del poble es va convertir en el que ara es coneix com la Revolució del Poder Popular, que va expulsar a Marcos.
L' Església i Estat avui mantenen relacions generalment cordials malgrat les diferents opinions sobre temes específics. Amb la garantia de la llibertat religiosa a les Filipines, el clergat catòlic romà es van mantenir posteriorment en segon pla polític com a font d'influència moral sobretot durant les eleccions. Els candidats polítics en general segueixen festejant el clergat i altres líders religiosos de suport addicional, encara que això no garanteix la victòria.
Avui dia es practica el catolicisme en diferents graus, que van des del més ortodox, el tipus tradicional, al catolicisme popular i fins i tot el catolicisme carismàtic. Dels aproximadament 76 milions de catòlics filipins d'avui, s'estima que el 37% assisteixen a missa amb regularitat, el 29% es consideren molt religiós, i aproximadament 1 de cada 11 membres vegades pensen en sortir de l'Església.

## Circumscripcions eclesiàstiques
Està dividit en 16 províncies eclesiàstiques, cap de les quals pren el nom de l'arxidiòcesi corresponent. Les províncies estan dividides en 74 diòcesis. A més hi ha 7 vicariats apostòlics, 4 prelatures territorials i un ordinariat militar.

### Províncies eclesiàstiques

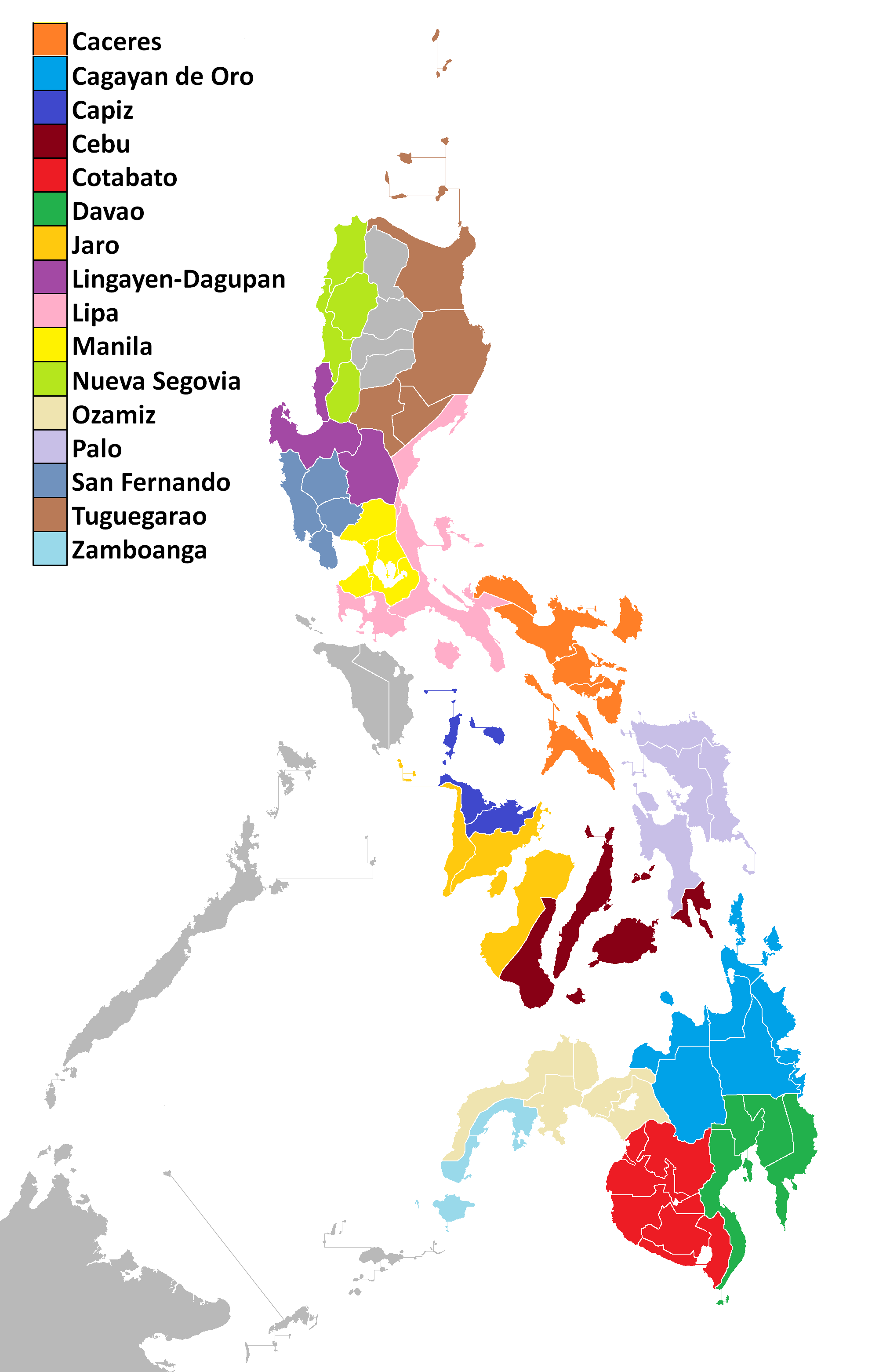
Mapa de les arxidiòcesis filipines

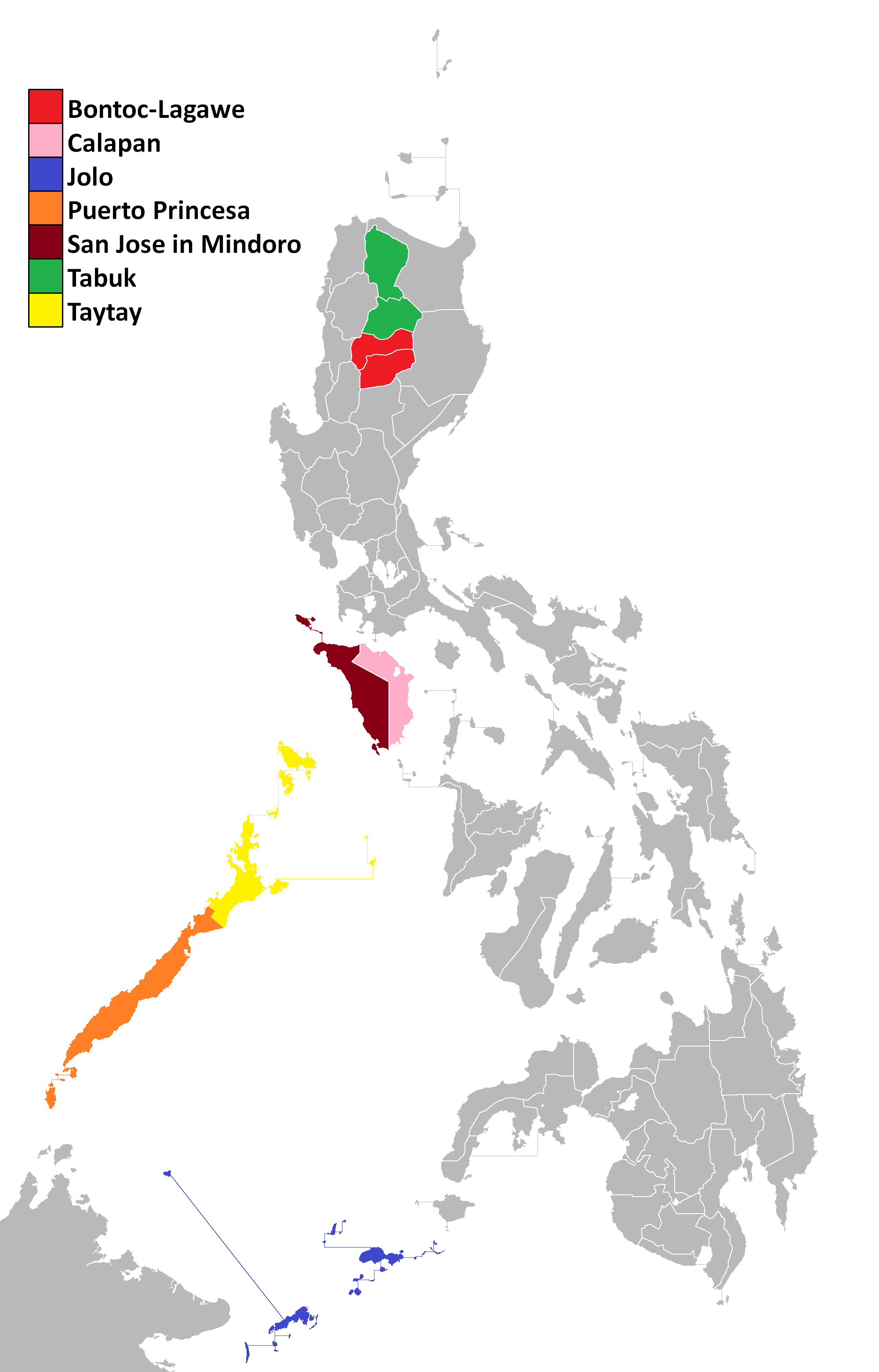
Mapa dels vicariats apostòlics filipins

- Arquebisbat de Caceres (Camarines Sur)
  - Bisbat de Daet
  - Bisbat de Legazpi
  - Bisbat de Libmanan
  - Bisbat de Masbate
  - Bisbat de Sorsogon
  - Bisbat de Virac
- Arquebisbat de Cagayan de Oro (Misamis Oriental)
  - Bisbat de Butuan
  - Bisbat de Malaybalay
  - Bisbat de Surigao
  - Bisbat de Tandag
- Arquebisbat de Capiz (Capiz)
  - Bisbat de Kalibo
  - Bisbat de Romblon
- Arquebisbat de Cebu (Cebu)
  - Bisbat de Dumaguete
  - Bisbat de Maasin
  - Bisbat de Tagbilaran
  - Bisbat de Talibon
- Arquebisbat de Cotabato (Maguindanao)
  - Bisbat de Kidapawan
  - Bisbat de Marbel
- Arquebisbat de Davao (Davao del Sur)
  - Bisbat de Digos
  - Bisbat de Mati
  - Bisbat de Tagum
- Arquebisbat de Jaro (Iloilo)
  - Bisbat de Bacolod
  - Bisbat de Kabankalan
  - Bisbat de San Carlos
  - Bisbat de San Jose de Antique
- Arquebisbat de Lingayen-Dagupan (Pangasinan)
  - Bisbat d'Alaminos
  - Bisbat de Cabanatuan
  - Bisbat de San Fernando de La Union
  - Bisbat de San Jose in Nueva Ecija
  - Bisbat d'Urdaneta
- Arquebisbat de Lipa (Batangas)
  - Bisbat de Boac
  - Bisbat de Gumaca
  - Bisbat de Lucena
  - Prelatura territorial d'Infanta
- Arquebisbat de Manila
  - Bisbat d'Antipolo
  - Bisbat de Cubao
  - Bisbat d'Imus
  - Bisbat de Kalookan
  - Bisbat de Malolos
  - Bisbat de Novaliches
  - Bisbat de Paranaque
  - Bisbat de Pasig
  - Bisbat de San Pablo
- Arquebisbat de Nueva Segovia (Ilocos Sur)
  - Bisbat de Baguio
  - Bisbat de Bangued
  - Bisbat de Laoag
- Arquebisbat d'Ozamis (Misamis Occidental)
  - Bisbat de Dipolog
  - Bisbat d'Iligan
  - Bisbat de Pagadian
  - Prelatura territorial de Marawi
- Arquebisbat de Palo (Leyte)
  - Bisbat de Borongan
  - Bisbat de Calbayog
  - Bisbat de Catarman
  - Bisbat de Naval
- Arquebisbat de San Fernando (Pampanga)
  - Bisbat de Balanga
  - Bisbat d'Iba
  - Bisbat de Tarlac
- Arquebisbat de Tuguegarao (Cagayan)
  - Bisbat d'Ilagan
  - Bisbat de Bayombong
  - Prelatura territorial de Batanes
- Arquebisbat de Zamboanga (Zamboanga del Sur)
  - Bisbat d'Ipil
  - Prelatura territorial d'Isabela

### Vicariats apostòlics
- Vicariat apostòlic de Bontoc-Lagawe (Província de Mountain, Ifugao)
- Vicariat apostòlic de Calapan (Oriental Mindoro)
- Vicariat apostòlic de Jolo (Sulu)
- Vicariat apostòlic de Puerto Princesa (Palawan)
- Vicariat apostòlic de San Jose in Mindoro (Occidental Mindoro)
- Vicariat apostòlic de Tabuk (Kalinga)
- Vicariat apostòlic de Taytay (Palawan)

### Prelatures territorials
- Prelatura territorial de Batanes (Batanes)
- Prelatura territorial d'Infanta (Quezon)
- Prelatura territorial d'Isabela (Basilan)
- Prelatura territorial de Marawi (Lanao del Norte)

### Ordinariats
- Ordinariat militar de les Filipines

## Nunciatura apostòlica
La nunciatura apostòlica de les Filipines va ser instituïda el 8 d'abril de 1951 mitjançant el breu Ad Christifidelium salutem del Papa Pius XII.

### Nuncis apostòlics
- Egidio Vagnozzi † (9 d'agost de 1951 - 16 de desembre de 1958 nomenat delegat apostòlic als Estats Units)
- Salvatore Siino † (14 de març de 1959 - 8 d'octubre de 1963 mort)
- Carlo Martini † (29 de novembre de 1963 - 5 d'agost de 1967 nomenat nunci apostòlic a Xile)
- Carmine Rocco † (16 de setembre de 1967 - 22 de maig de 1973 nomenat nunci apostòlic a Brasil)
- Bruno Torpigliani † (6 de juny de 1973 - 1990 renuncià)
- Gian Vincenzo Moreni † (8 de setembre de 1990 - 3 de març de 1999 mort)
- Antonio Franco (6 d'abril de 1999 - 21 de gener de 2006 nomenat nunci apostòlic a Xipre i Israel)
- Fernando Filoni (25 de febrer de 2006 - 9 de juny de 2007 renuncià)
- Edward Joseph Adams (3 de setembre de 2007 - 22 de febrer de 2011 nomenat nunci apostòlic a Grècia)
- Giuseppe Pinto, des del 10 de maig de 2011

## Conferència episcopal
Elenc dels Presidents de la Conferència dels bisbes catòlics de les Filipines:
- Arquebisbe Juan C. Sison (1958 - 1961)
- Arquebisbe Julio Rosales y Ras (1961 - 1966)
- Arquebisbe Lino R. Gonzaga y Rasdesales (1966 - 1970)
- Arquebisbe Teopisto Valderrama Alberto (1970 - 1974)
- Cardenal Julio Rosales y Ras (1974 - 1976)
- Cardenal Jaime Lachica Sin (1976 - 1981)
- Arquebisbe Antonio Lloren Mabutas (1981 - 1985)
- Cardenal Ricardo Jamin Vidal (1985 - 1987)
- Arquebisbe Leonard Zamora Legaspi (1987 - 1991)
- Arquebisbe Carmelo Dominador Flores Morelos (1991 - 1995)
- Arquebisbe Oscar Cruz (1995 - 1999)
- Arquebisbe Orlando Beltran Quevedo (1999 - 2003)
- Arquebisbe Fernando R. Capalla (de setembre de 2003 - 2005)
- Arquebisbe Angel Lagdameo (octubre de 2005 - 1 de desembre de 2009)
- Bisbe Nereo P. Odchimar (1 de desembre de 2009 - 1 de desembre de 2011)
- Arquebisbe Jose Serofia Palma (1 de desembre de 2011 - 1 de desembre de 2013)
- Arquebisbe Socrates B. Villegas, des de l'1 de desembre de 2013

## Moviments interns

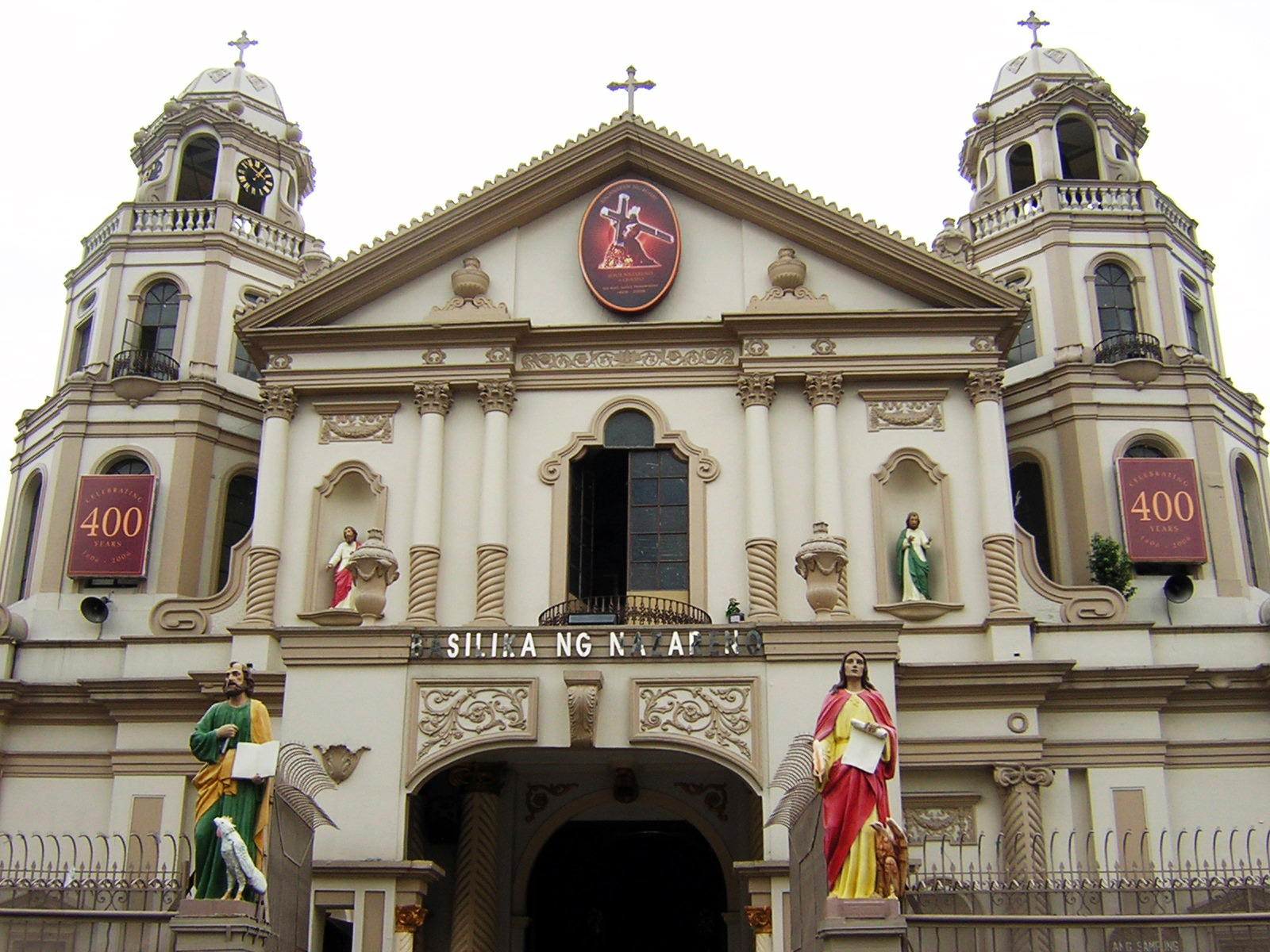
L'església de Quiapo o la Basílica Menor del Natzarè Negre és la llar de l'estàtua del Natzarè Negre, que és el focus de devoció popular molt estesa al país.

### Renovació Catòlica Carismàtica
Un nombre de moviments de Renovació Catòlica Carismàtica  van sorgir vis-a-vis el moviment Neix de nou durant els anys 70. El moviment carismàtic oferia seminaris la vida al Esperit en els primers dies que ara han evolucionat i tenen diferents noms. Aquests seminaris se centren en els Carismes o dons de l'Esperit Sant. Alguns dels moviments carismàtics eren el Grup De Pregària de l'Assumpció, Parelles per Crist, la Germandat d'Empresaris i Professionals Cristians, El Shaddai, Comunitats Elim, Kerigma o la Comunitat de la Llum de Jesús, i Shalom.

### El Camí Neocatecumenal
El Camí Neocatecumenal a les Filipines està ha establert des de fa més de 40 anys. La seva membresia a les Filipines ara supera els 25.000 persones, en més de 700 comunitats amb concentracions a les províncies de Manila i Iloilo. A Parañaque es troba un seminari diocesà Neocatecumenal, el Mater Redemptoris, mentre que moltes famílies en missió són presents a totes les illes. El Camí Neocatecumenal és una realitat dins de l'Església Catòlica Romana i els seus esforços es concentren principalment en les iniciatives d'evangelització sota l'autoritat del bisbe local.

## Visites papals
- El Papa Pau VI (1970) va ser objecte d'un intent d'assassinat a l'aeroport internacional de Manila el 1970.[9] L'agressor, un pintor surrealista bolivià anomenat Benjamín Mendoza y Amor Flores, es va llançar cap al Papa Pau amb un Kris, però va ser reduït.[9]
- El Papa Joan Pau II (1981 i 1995) va visitar el país en dues ocasions, 1981 (Cebú) i 1995. Es va informar que a la missa que el Papa va celebrar a Manila (1995) van assistir-hi 4 milions de persones.

- El Papa Francesc (2015) va visitar el país el 15 al 19 de gener, convidat per l'arquebisbe de Manila, el cardenal Luis Antonio Tagle a visitar-los de nou el gener de 2016 en ocasió del Congrés Eucarístic Internacional que tindrà lloc a Cebu.[10][11] Francesc va celebrar una missa a l'aire lliure a la Tribuna Quirino a Manila, a l'interior del Parc Rizal el diumenge, 18 de gener. El pare Federico Lombardi, director de l'Oficina de Premsa del Vaticà, va dir que l'assistència es va fixar en al voltant de sis a set milions de fidels; sent el nombre més alt mai registrat en la història papal[12] Es va superar el rècord de la missa a l'aire lliure de Joan Pau el 1995 en el mateix lloc.

## Educació
L'Església Catòlica està involucrada en l'educació a tots els nivells. Ha fundat i patrocina centenars d'escoles primàries i secundàries, així com un nombre d'escoles i universitats de renom internacional. La Universitat Ateneu de Manila (jesuïta), Universitat De La Salle (La Salle), i la Universitat de Sant Tomás (dominica) apareixen en el llistat de les "Millors Universitats del món" al Times Higher Education-QS World University Rankings.

## La influència política
L'Església Catòlica exerceix una gran influència sobre la societat i la política filipina. Un cas típic és el paper de la jerarquia catòlica durant la Revolució del Poder Popular (sense sang) de 1986. Els llavors cardenals arquebisbe de Cebu Ricardo Vidal i el llavors arquebisbe de Manila, Jaime Sin eren els dos pilars de l'aixecament contra el dictador Ferdinand Marcos. L'arquebisbe de Cebú, que era el president de la Conferència Episcopal de les Filipines en aquells moments va portar la resta dels bisbes filipins i va fer una declaració conjunta contra el govern i el resultat de les eleccions anticipades, mentre que l'arquebisbe de Manila va fer una crida al poble via ràdio a marxar al llarg de l'avinguda Epifanio de los Santos en suport de les forces rebels. Uns set milions de persones van respondre en el que es va conèixer com la revolució del poder popular, que va durar des del 22 al 25 de febrer. La revolució no violenta assolí l'èxit, expulsant el president Marcos del poder i havent-se d'exiliar a Hawaii.
El 1989, la presidenta Corazon Aquino va demanar el cardenal Vidal convèncer general Jose Comendador, que era favorable a les forces rebels que combatien el seu govern, a rendir-se pacíficament. El seu intent va evitar el que podria haver estat un cop sagnant.
El 2001, un ancià cardenal Sin expressar la seva consternació per les acusacions de corrupció contra el president Joseph Estrada. La seva denúncia va provocar la segona revolució EDSA, anomenat com "EDSA Dos". El cardenal Vidal es va avançar de nou i va demanar personalment a Estrada a renunciar, el qual va accedir a l'entorn de les 00:20 del 20 de gener de 2001, després de cinc dies continus de protesta al Santuari EDSA i altres ciutats i municipis de les Filipines i altres parts del el món. La seva vicepresident, Gloria Macapagal-Arroyo, li va succeir immediatament i va ser juramentat a la terrassa de la capella davant del cardenal Sin.
A la mort del Papa Joan Pau II el 2005, la presidenta Gloria Macapagal Arroyo, va declarar tres dies de dol nacional, i va ser un de molts dignataris en el seu funeral a la Ciutat del Vaticà.
L'agitació política a les Filipines va ampliar la bretxa entre l'Estat i l'Església. El secretari de premsa de Rierol Ignacio Bunye va titllar els bisbes i sacerdots que van assistir a una manifestació contra Arroyo com «hipòcrites i persones que oculten els seus veritables plans». L'Església a les Filipines es va oposar fermament a la llei de salut reproductiva, que es coneix comunament com RH Bill. El 80% de la població del país s'identifica com a catòlics i estava profundament dividit en les seves opinions sobre el tema.